# 蘆名盛俊
蘆名 盛俊（あしな もりとし、寛永8年10月7日（1631年10月31日）- 慶安4年6月10日（1651年7月27日））は、江戸時代前期の武士。久保田藩重臣。蘆名氏21代当主。出羽角館蘆名氏第2代。蘆名義広（義勝）の子。通称は主計頭。

## 概略
父・義勝の死から4ヶ月後にあたる寛永8年（1631年）に誕生。母は安昌院。幼名は千鶴丸。
寛永20年（1643年）3月、江戸にのぼって元服し、平三郎盛俊と名乗った。この年の6月に江戸幕府3代将軍・徳川家光に拝謁している。慶安3年（1650年）には、宇都宮氏出身の正室（のちの松寿院）によって、嫡子・千鶴丸が誕生した。
慶安4年（1651年）に病死。家臣の岩橋又右衛門、宮崎主殿介、下男（草履取り）が殉死している。墓は角館町所在の天寧寺 に父母や妻子、夭折した兄盛泰、殉死した家臣などとともに葬られている（仙北市指定文化財）。

## 家族
- 盛俊には兄に蘆名盛泰（1595-1616、父・蘆名義勝正室・小杉山御台の嫡男）がおり、大坂の陣の際2度とも伯父で久保田藩主の佐竹義宣に従って出陣し、将軍徳川秀忠に謁見している。跡継ぎのなかった佐竹義宣の養嗣子となることが内定していたが、22歳で病死した。[2]
- 盛俊の母安昌院（初代義勝側室）は、子の盛俊・孫の千鶴丸の死後も、角館古城山南麓の「山屋敷」と呼ばれた地に居住し元禄4年（1691年）まで生きた。
- 盛俊の正妻松寿院は、千鶴丸の死去後は実家の宇都宮家に戻った。浄土宗の信者であった松寿院の帰依篤かった角館報身寺には、夫蘆名盛俊と夭折した千鶴丸の供養のために鋳造させた大梵鐘が寄進されている。松寿院自身は江戸の芝増上寺に葬られたが、その遺言によって報身寺に分骨が葬られた。